# シャルル (アクィタニア王)
シャルル幼童王（フランス語：Charles l'Enfant, ラテン語：Karolus puer, 847/8年 - 866年9月29日）は、アクィタニア（アキテーヌ）王（在位：855年10月 - 866年9月29日）。

## 生涯
シャルルは、西フランク王シャルル2世（禿頭王）の次男でルイ2世の弟にあたる。シャルルは、838年からアクィタニア王として統治していた父によって、アクィタニアを分離独立するというごまかしのため王に任命された。アクィタニア人は以前、シャルル2世に反旗を翻し、ルートヴィヒ2世（ドイツ人王）に息子の1人を遣わして統治するよう要請していた。ルートヴィヒ2世が次男のルートヴィヒ3世（若王）を遣わしたため、シャルル2世はアクィタニアの王位を争っていたピピン2世を釈放した。ピピン2世は貴族たちを結集させ、ルートヴィヒ3世に対抗して自分とシャルル2世を支持させることに成功し、ルートヴィヒ3世は追放された。しかし、10月までにピピン2世はまだ反抗的なアクィタニア人の間で人気を失い、シャルル2世はシャルル幼童王を王に任命した。シャルル幼童王は正式にリモージュで塗油を受けた。アクィタニア人は、ピピン2世を廃位し、シャルル幼童王を王位に就けた。ピピン2世は864年に捕らえられ、サンリスに投獄され、その後歴史から姿を消した。
アクィタニアの歴代副王（ルートヴィヒ1世敬虔王、ピピン1世、ピピン2世）とは異なり、シャルルは実質的な権限を全く持たなかった。840年以前、王国は自治権を持つ王によって自ら統治されていた。しかし、西フランク王に即位したシャルル2世は、アクィタニアにおける権力維持を試みた。その結果、シャルルとその兄ルイ2世は自ら統治することはなく、大法官も持たず、いかなる文書も発布することができず、特権の付与、宗教施設への寄付、王室財産の処分といった権限も持たなくなった。この地域におけるすべての権利は父シャルル2世に委ねられ、その不在時には王国の貴族たちが権力を掌握した。
しかしながら、シャルルは成長するにつれ、可能な限りの権限を行使し始めた。例えば、862年には父の意に反して妻を選び結婚した。妻の名前は不明であるが、アンベールという伯爵の未亡人であったとされている。863年、シャルル2世は息子シャルルに対する権力を再び強め、シャルルの妻を去らせ、父に忠誠を誓わせた。その1年後、模擬戦闘中に、シャルルは狩猟隊の仲間に誤って剣で頭部を刺され、アド・ド・ヴィエンヌは「シャルル幼童王はこのような仕打ちを受けたことで不名誉（dehonestatus）を受けた」と記している。この一撃により、シャルルは866年に死去するまで精神的に不安定な状態に陥った。シャルルは子を残さずに亡くなり、ブールジュに埋葬された。